# Astarte (formație)
Astarte a fost o trupă elenă de black metal fondată în anul 1995, în Atena, și formată numai din femei. Trupa a fost denumită după zeița Astarte.

## Istoric
Astarte a fost inițial înființată sub numele de Lloth, în septembrie 1995, la Atena, Attica. Componența inițială le cuprindea pe Maria „Tristessa” Kolokouri (bas, chitară, claviaturi), care ulterior va prelua și părțile vocale, Nemesis (chitară) și Kinthia (voce, chitară). Psychoslaughter, bateristul trupei grecești Invocation, a fost cooptat pentru sesiunea de înregistrări a primului lor demo, Dancing in the Dark Lakes of Evil, lansat sub titulatura Lloth în 1997. Curând după aceea, trupa și-a schimbat numele în Astarte, după zeița semitică a sexualității. Albumul lor de debut, Doomed Dark Years, a apărut în 1998 la Black Lotus Records; alte două LP-uri au apărut la aceeași casă de discuri. După o schimbare de componență în care Nemesis și Kinthia au plecat, fiind înlocuite cu Katharsis (claviaturi) și Hybris (chitară), fetele au lansat al patrulea și al cincilea album la Avantgarde Music. Al cincilea și cel mai recent album al lor, Demonized, datează din 2007. În 2003, Astarte au participat pe albumul tribut Celtic Frost intitulat Order of the Tyrants și lansat de Black Lotus Records. Astarte interpretează piesa „Sorrows Of The Moon”.
Pe 30 decembrie 2013, soțul Mariei Kolokouri, Nick Maiis, a dat publicității o declarație în care dezvăluia că solista trupei suferă de leucemie și se află în stare critică. Pe 9 august 2014, Maiis a postat o altă știre despre soția sa în care spunea că, deși Maria a învins leucemia, complicațiile datorate bolii au condus la ce e mai rău și că nu se așteaptă ca ea să prindă sfârșitul zilei. Curând după aceea, o altă postare a fost făcută pe pagina oficială de Facebook a Tristessei, în care se anunța că tocmai a încetat din viață.
Pe 10 august 2014, Encyclopaedia Metallum anunța că, urmare a decesului Tristessei, Astarte s-a desființat, deoarece ea era liderul și singurul membru constant al Astarte în cei aproape 20 de ani de carieră.

## Membri

### Ultima componență cunoscută
- Derketa – claviaturi
- Ice – baterie
- Lycon – chitară pentru imprimări, bas
- Hybris – chitară (2003–2014)

### Foști membri
- Nemesis – chitară (1995–2003)
- Kinthia – chitară, voce (1995–2003)
- Katharsis – claviaturi (2003–2008)
- Psychoslaughter (sau Aithir) – baterie pentru imprimări (1995–1997)
- Stelios Darakis – baterie
- Stelios Mavromitis – chitară
- SIC – voce
- Maria „Tristessa” Kolokouri – bas, chitară, claviaturi (1995–2014), voce (2003–2014; decedată în august 2014[4])

### Invitați
- SIC de la Lloth (God Among Men de pe albumul „Demonized”; Bitterness Of Mortality (MecomaN) de pe albumul „Sirens”)
- Attila Csihar de la Mayhem (Lycon de pe albumul „Demonized”)
- Henri Sattler de la God Dethroned (Queen of the Damned de pe albumul „Demonized”)
- Angela Gossow de la Arch Enemy (Black at Heart de pe albumul „Demonized”)
- Sakis Tolis de la Rotting Christ (Oceanus Procellarum (Liquid Tomb) de pe albumul „Sirens”)
- Shagrath de la Dimmu Borgir (The Ring of Sorrow de pe albumul „Sirens”)

## Discografie
Lloth
- Dancing in the Dark Lakes of Evil (1997)

Astarte
- Doomed Dark Years (1998), Black Lotus Records
- Rise from Within (2000), Black Lotus Records
- Quod Superius, Sicut Inferius (2002), Black Lotus Records
- Sirens (2004), Avantgarde Music
- Demonized (2007), Avantgarde Music